# Uus Maailm

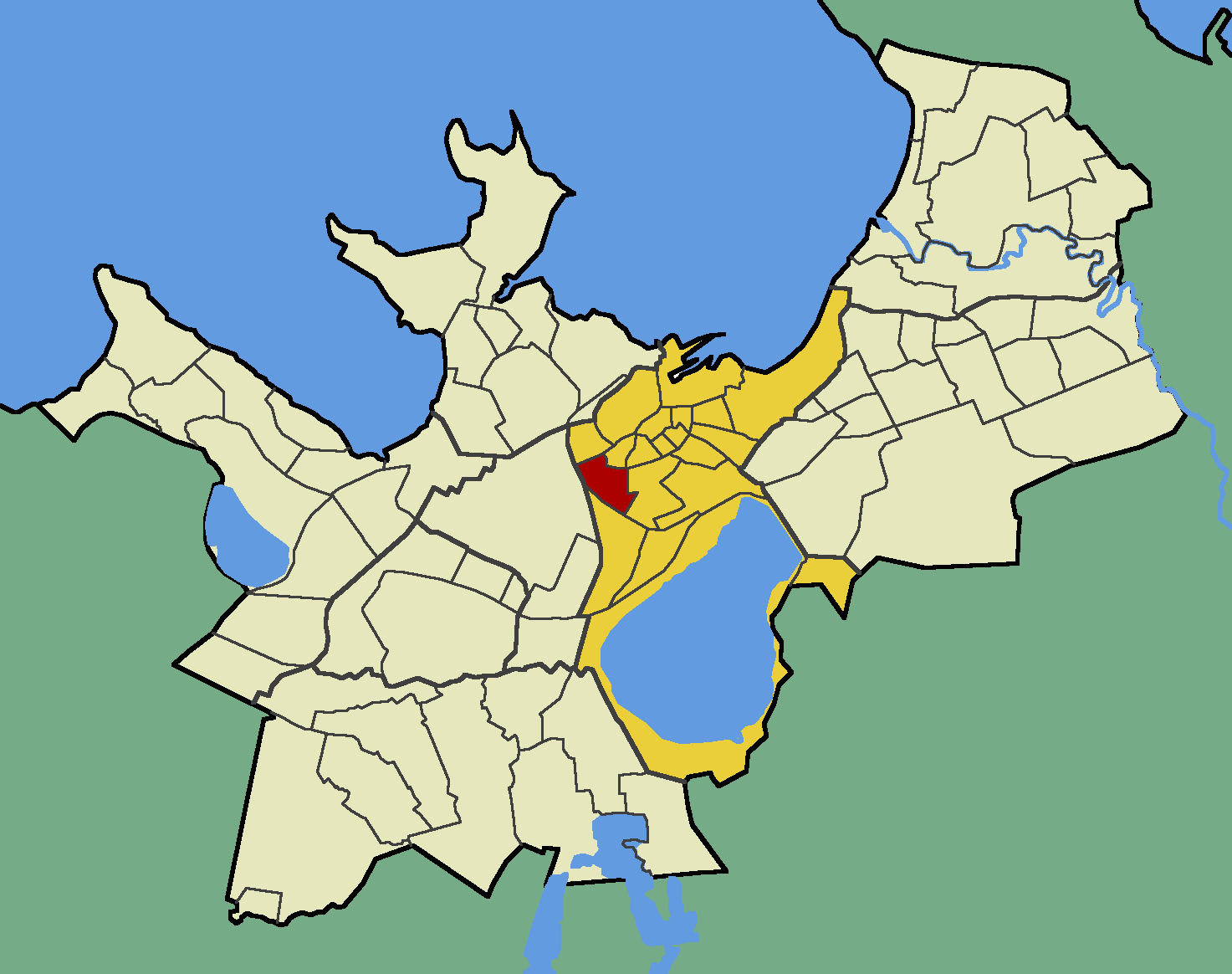
Der Bezirk Uus Maailm (rot) im Tallinner Stadtteil Kesklinn (gelb)

Uus Maailm (historischer deutscher Name „Neue-Welt“) ist ein Bezirk (estnisch asum) der estnischen Hauptstadt Tallinn. Er liegt im Stadtteil Kesklinn („Innenstadt“).

## Beschreibung und Geschichte
Uus Maailm hat 3.240 Einwohner (Stand 1. Mai 2010).
Im 16. Jahrhundert war das Gebiet weitgehend unbesiedelt. Mit dem Ausbau der Befestigungsanlagen um die Tallinner Innenstadt entstand das erste Straßennetz. Mitte des 17. Jahrhunderts verkaufte die Stadt Tallinn anliegende Grundstücke an Privateigentümer. Sie wurden vor allem als landwirtschaftliche Flächen genutzt. Später entstanden dort einfache Behausungen und kleine Höfe. Während des Großen Nordischen Kriegs wurden fast alle Gebäude zerstört. Erst nach und nach kam es zu einer erneuten Bebauung.
Legendär war im 18. und 19. Jahrhundert das Wirtshaus „America“. In der Nähe lag das Höfchen Wittenhof, das dem Tallinner Bürgermeister Jürgen Witte gehörte. Bis zur zweiten Hälfte des 19. Jahrhunderts blieb das Gebiet allerdings weitgehend unbebaute Wiesen- und Weidefläche.
Erst in den 1860er Jahren entstanden die ersten größeren Wohnhäuser. Mit dem wirtschaftlichen Wiederaufstieg Tallinns, der Industrialisierung in Estland und liberalen Wirtschaftsreformen im russischen Reich kam es zu einem größeren Bevölkerungszustrom, für den Wohnraum benötigt wurde. Der Bau der Eisenbahnstrecke vom Hafen Paldiski nach Tallinn 1870 erhöhte den Bedarf nach günstigen Mietwohnungen. 1883 eröffnete in Uus Maailm die Möbelfabrik Luther, die vor dem Ersten Weltkrieg mehrere hundert Arbeiter beschäftigte. In den 1890er Jahren erlebte Uus Maailm einen Bauboom. Seit 1878 wurde die Gegend „Neue-Welt“ genannt.
Bei dem verheerenden Luftangriff der Roten Armee auf Tallinn am 9. März 1944 wurden große Teile des Stadtbezirks zerstört oder beschädigt. In den 1940er und 50er Jahren wurden die zerstörten Gebäude durch stalinistische Bauten ersetzt. In den 1960er Jahren rissen die Behörden weitere historische Holzhäuser ab, um Platz für moderne Wohnbauten aus Stein zu machen. Dennoch finden sich heute in Uus Maailm noch einige Holzhäuser aus der zaristischen Epoche Estlands (1899–1918) und der Zwischenkriegszeit (1923–1939). Einige stehen unter Denkmalschutz.

## Bilder

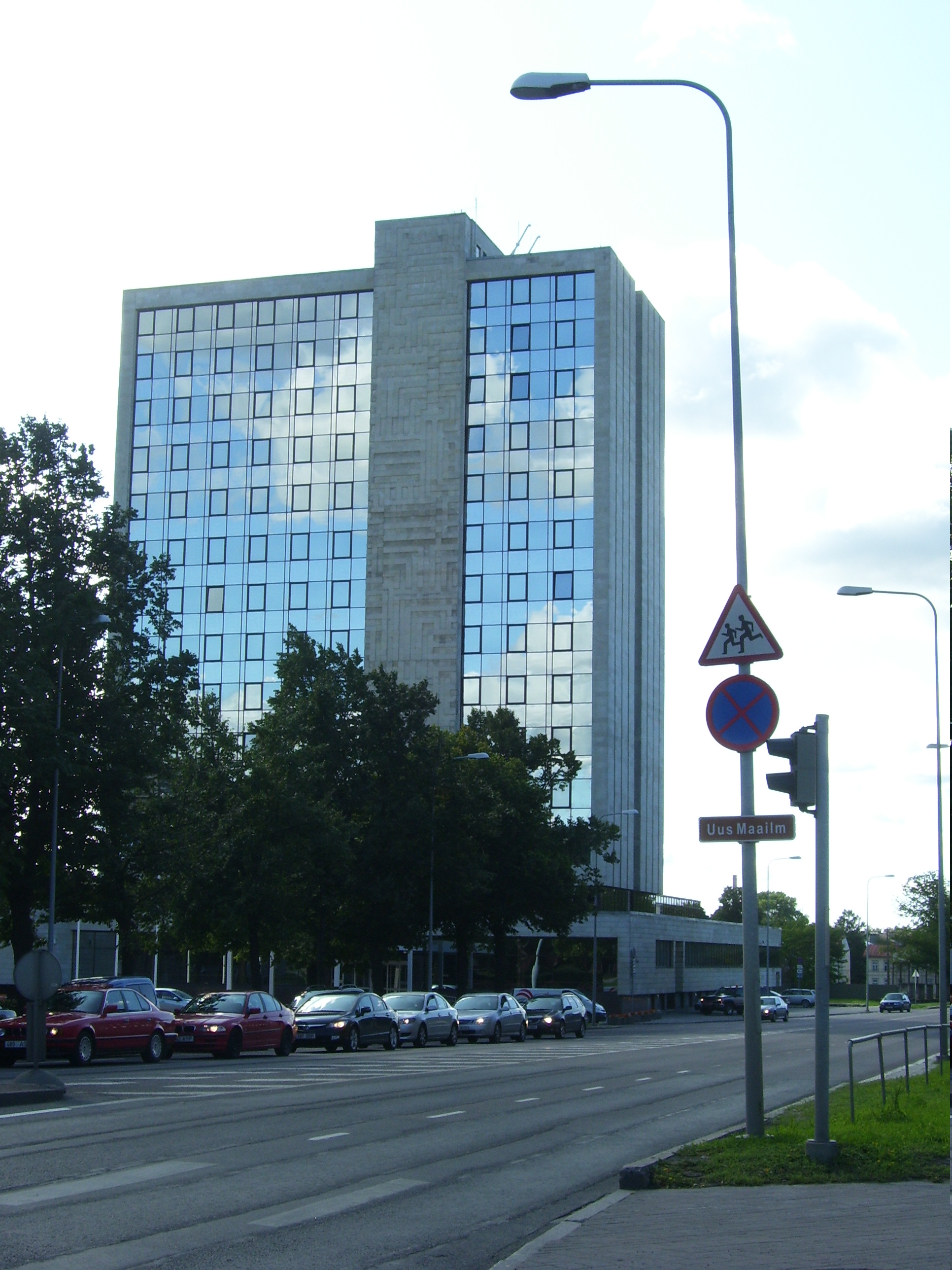
Estnisches Finanzministerium
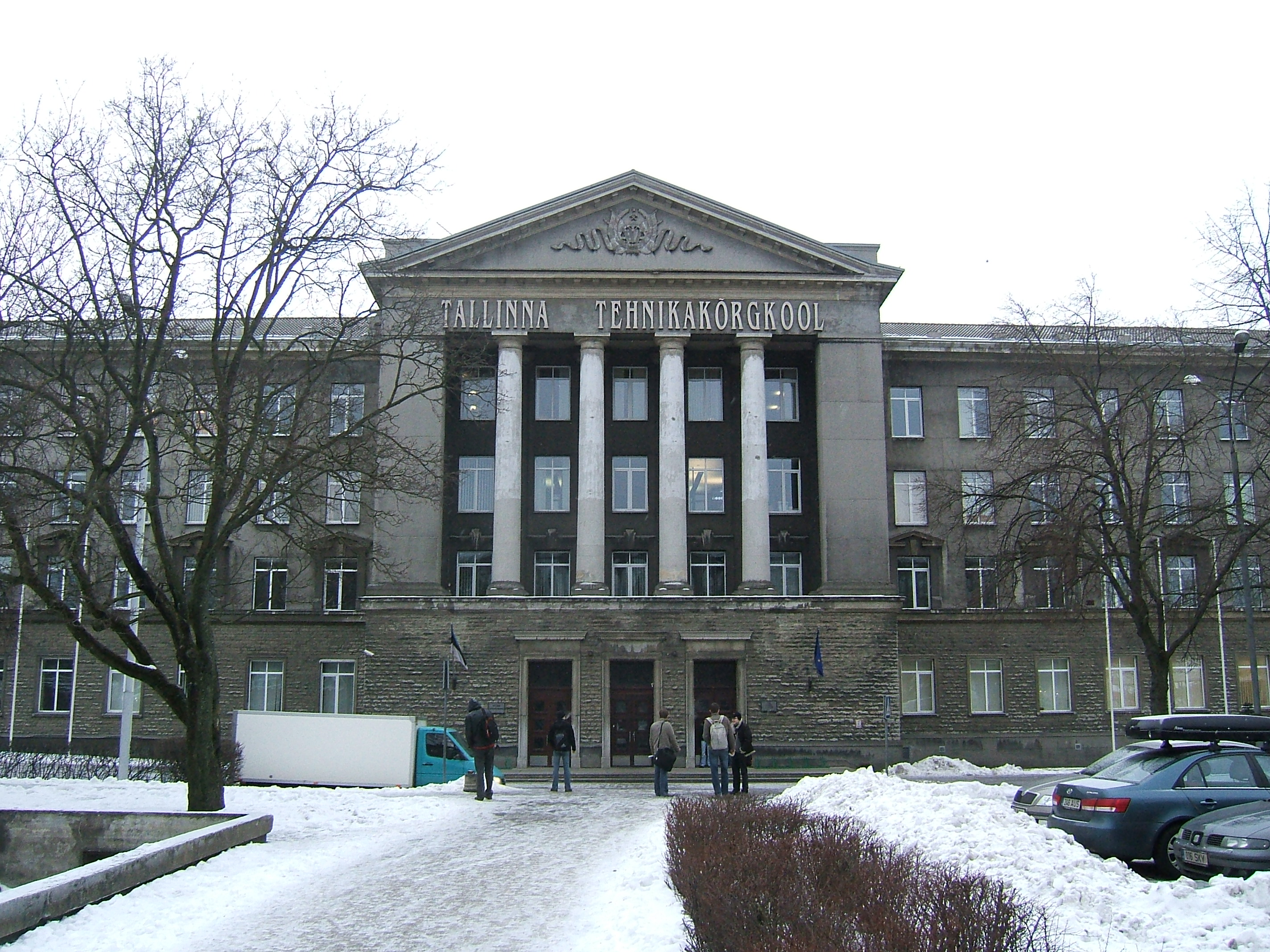
Hochschule für technische Berufe
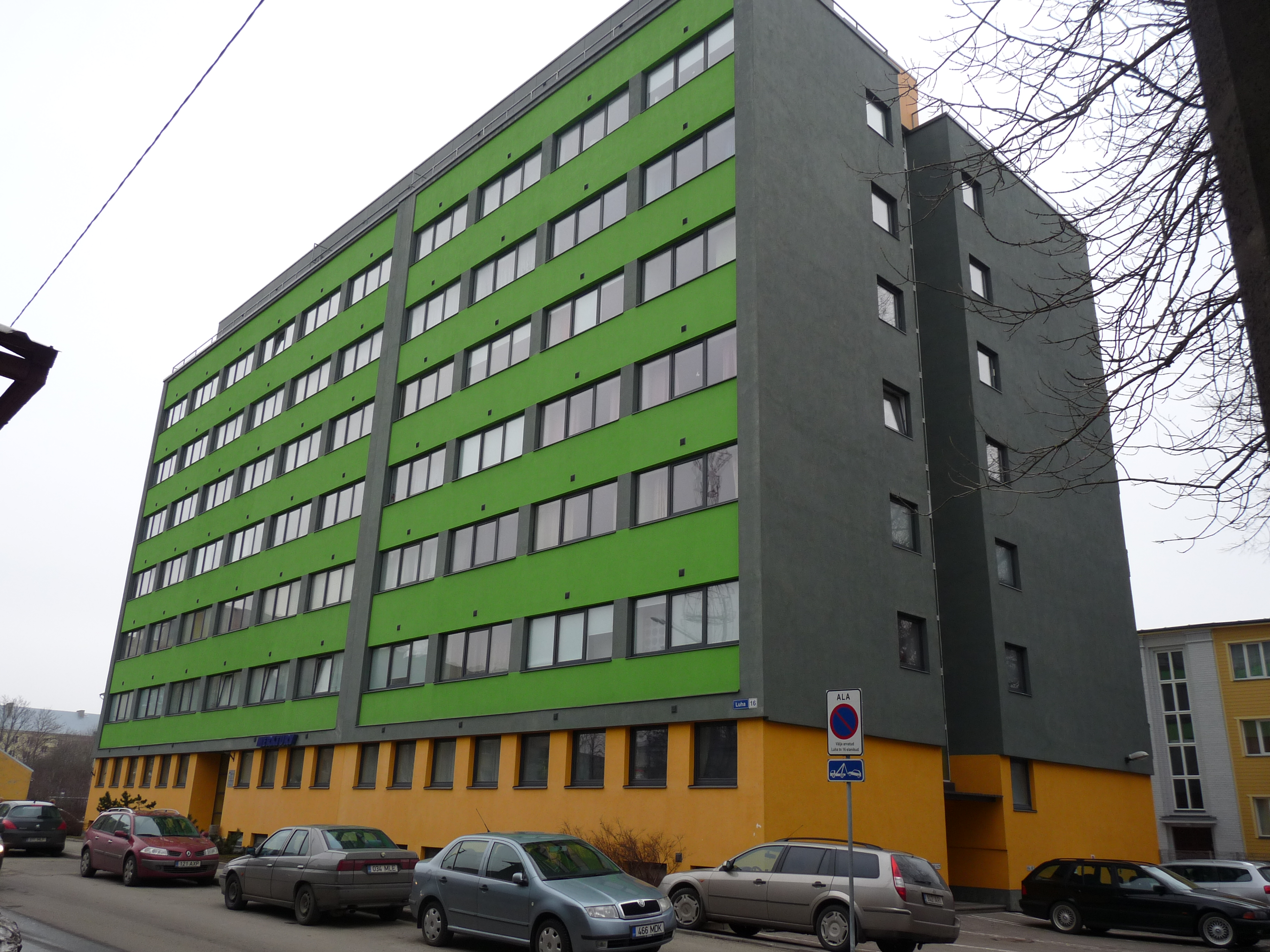
Modernes Wohnhaus (Luha-Straße)
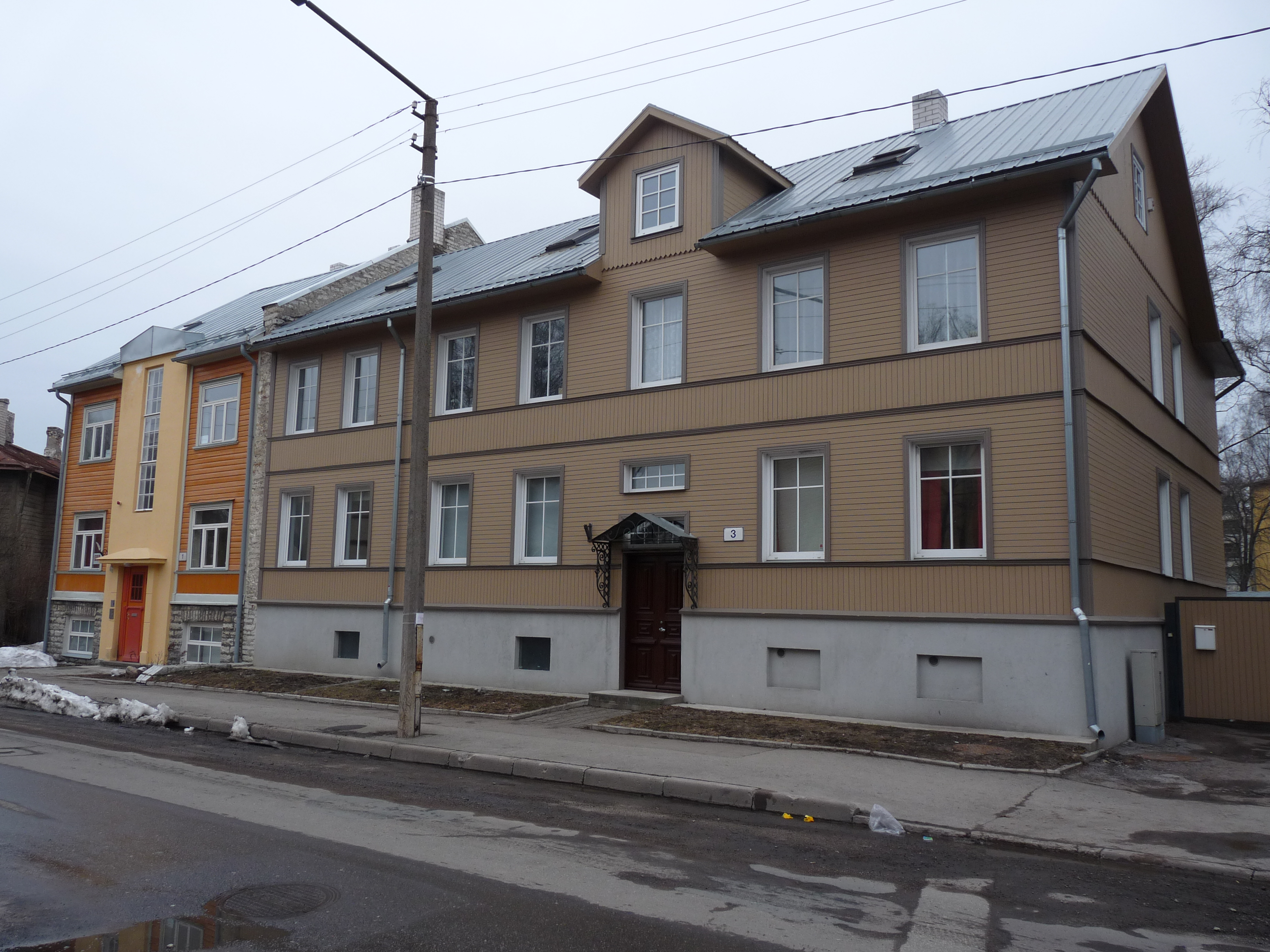
Historisches Wohnhaus (Luha-Straße)
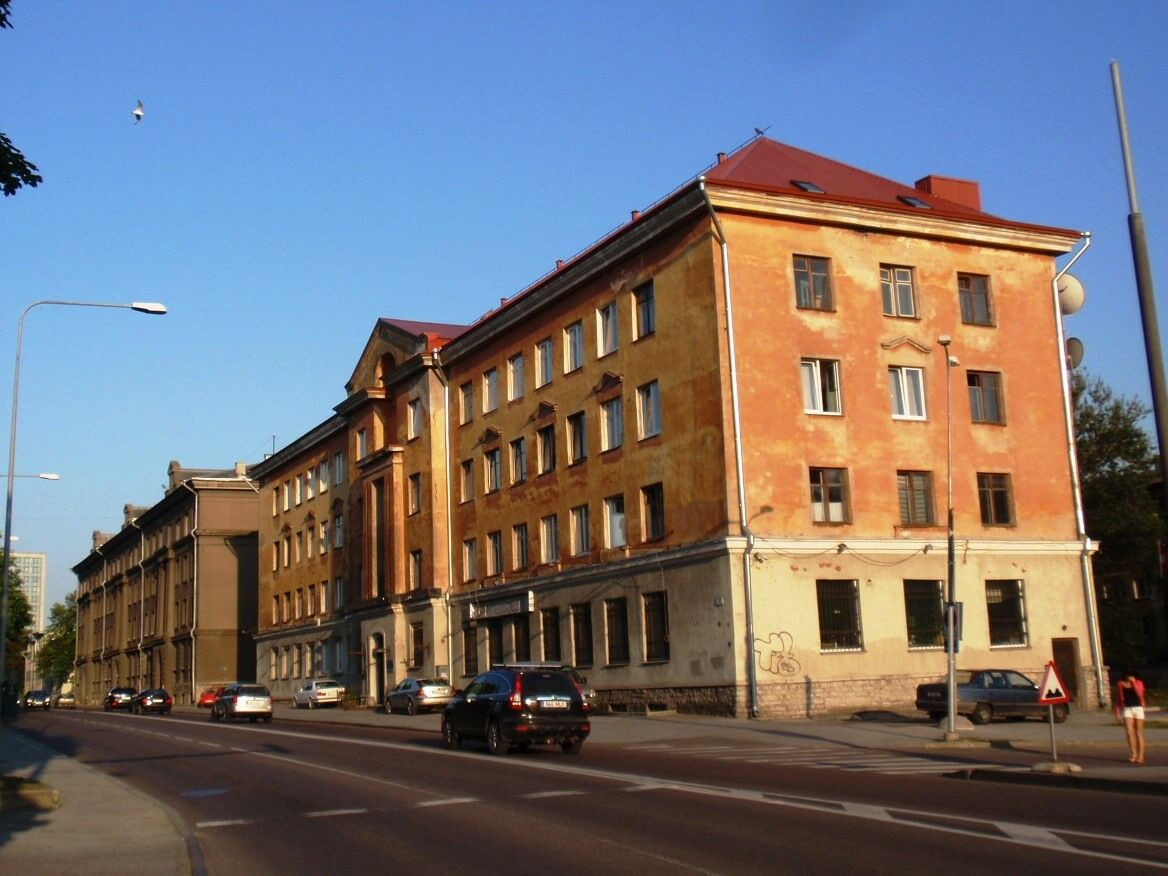
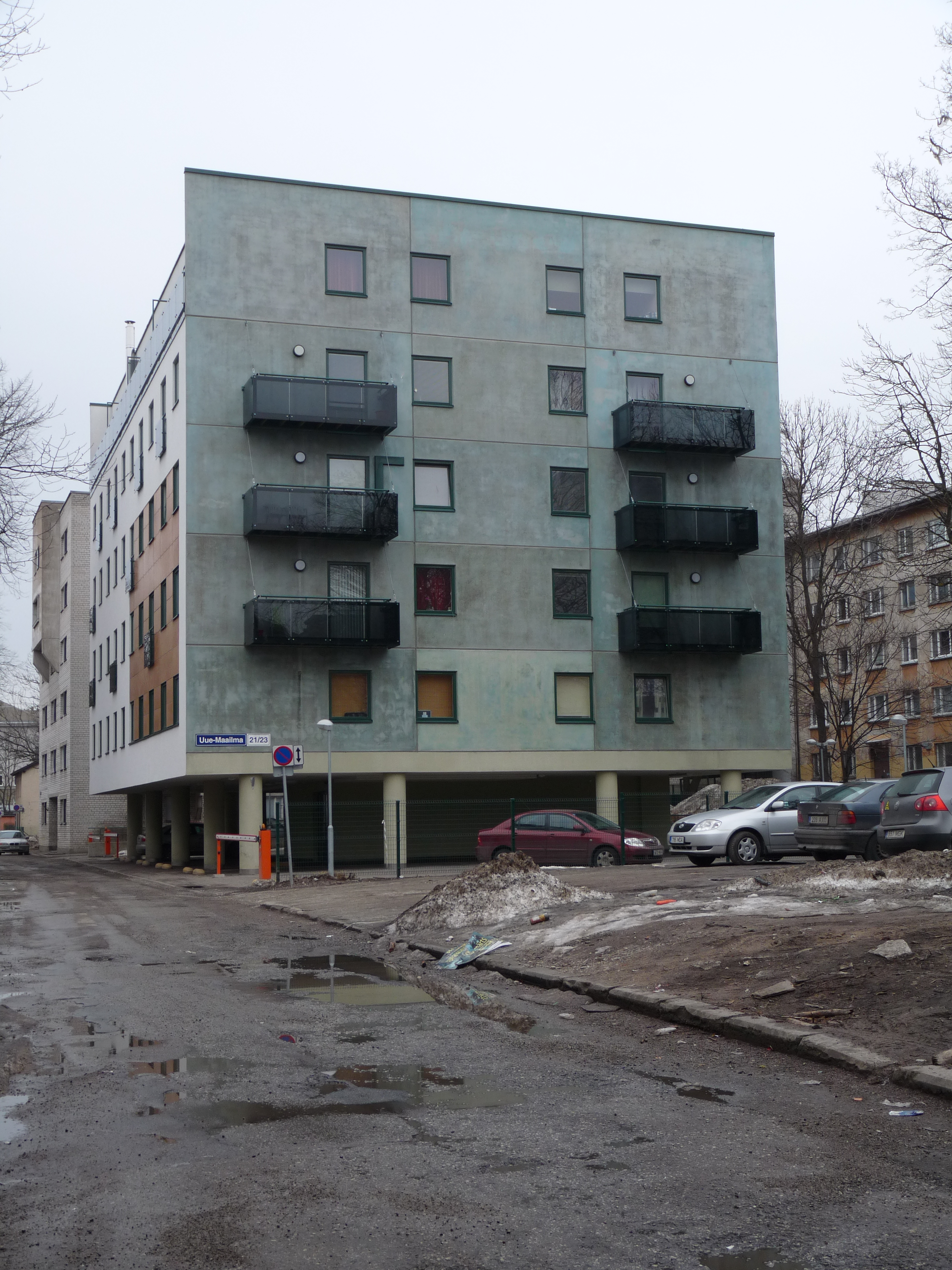
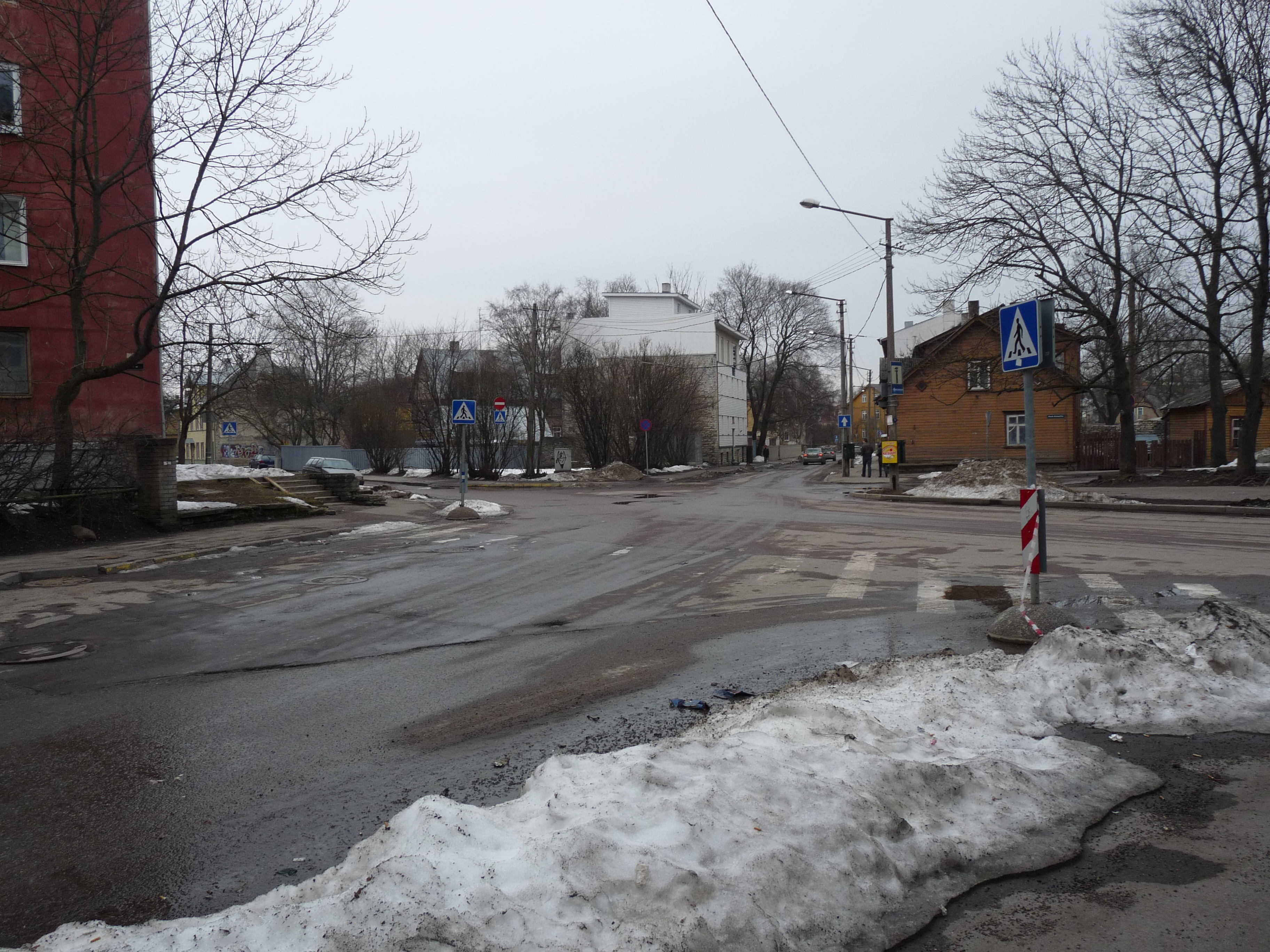